# Frankfurter Wertpapierbörse
Frankfurter Wertpapierbörse (Frankfurt-børsen) er den største børs i Tyskland og også en af de største i verden. Den ligger i Frankfurt am Main og ejes af Deutsche Börse. I 2004 havde børsen en omsætning på omkring 3.300 mia. euro. Dens vigtigste index er DAX-indekset.

## Historie
Børsens historie går tilbage til det 9. århundrede, da kejser Ludvig den Tyske af det tysk-romerske rige gav Frankfurt privilegium til at holde en årlig efterårs-handelsmesse. Gennem kejser Ludwig IV's udvidelse af privilegiet til også at omfatte en forårsmesse i 1330 blev Frankfurt et vigtigt centrum for vare- og pengehandel.
Eftersom hvert territorium i det tysk-romerske rige i Middelalderen havde sin egen valuta, blev der betalt med forskellige valutaer under messerne i Frankfurt. Den uoverskuelige betalingssituation fremmede bedrageri, og for at gøre op med dette vedtog en række købmænd i 1585 faste vekselkuser. Denne begivenhed regnes som grundlæggelsen af Frankfurt-børsen. 
For at opdatere kurserne mødtes købmændene regelmæssigt, og betegnelsen "børs" for denne forsamling kendes i skriftlige kilder allerede fra 1605. I begyndelsen blev møderne holdt på pladsen foran det romerske rådhus i Frankfurt. Fra 1694/95 blev byens største bygning, Großer Braunfels, taget i brug som handelslokale. I 1625 udkom den første officielle kursseddel som indeholdt gennemsnitskurserne for tolv valutaer. Den ældste, bevarede kursseddel stammer fra 1721 og indeholder 16 valutaer.
I 1681 grundlagde bystaten Frankfurt en officiel børsforvaltning, og der blev givet tilladelse til handel med valuta og veksler. Handelen med gældsbreve og lån som begyndte fra slutningen af 1600-tallet, gjorde børsvirksomheden tilgængelig også for privatpersoner.
I 1808 blev den 223 år gamle børs en del af det nygrundlagte Handelskammer og dermed en offentlig, retslig institution.
Ikke mindst takket være den kendte Frankfurt-familie Rothschild som var ledende bankierer for de europæiske fyrstehuse, udviklede Frankfurt sig til en verdensbørs på linje med London og Paris. I 1843 blev en børsbygning (i dag kaldt Alte Börse) tegnet af Friedrich Peipers, opført i nærheden af Frankfurter Paulskirche.
I 1879 blev en ny bygning, Neue Börse, tegnet af Heinrich Burnitz og Oskar Sommer, åbnet.
Til trods for aktiernes øgede betydning som følge af den industrielle revolution var Frankfurt-børsens tyngdepunkt længe obligationshandel.
Under nationalsocialismen blev fri handel afskaffet og dermed i realiteten børsvæsenet. Børsen blev genåbnet efter krigen og etablerede sig i løbet af 1950'erne igen som en af verdens ledende børser.
Senere har Frankfurt-børsen nydt godt af Frankfurt am Mains status som europæisk finanscentrum og Den Europæiske Centralbanks tilstedeværelse i byen.

## Ekstern henvisning
Deutsche Börse Arkiveret 27. april 2009 hos  Wayback Machine

50°6′55″N 8°40′40″Ø / 50.11528°N 8.67778°Ø